# Art’Rhena
Art'Rhena ist ein deutsch-französisches Kulturzentrum auf der Rheininsel in Breisach am Rhein.

## Geschichte und Zweck
Das Ziel Vorhabens war die Schaffung eines binationalen und grenzüberschreitenden Kulturzentrums, das anziehend auf Tourismus und Wirtschaft wirkt. Außerdem sollen hier Arbeitsplätze für die gesamte Region geschaffen werden.
Die Idee entstand in Kooperation der Stadt Breisach am Rhein und der Communauté de communes Pays Rhin-Brisach in Frankreich. Der Bau wurde zudem von der Region Grand Est und INTERREG Oberrhein unterstützt.
Das Kulturzentrum ist seit 2021 geöffnet. Die offizielle Einweihungsfeier fand allerdings erst am 22. Oktober 2022 statt. Das Zentrum bietet jährlich ein deutsch-französisches Kulturprogramm. Die Veranstaltungen finden sowohl im Innen- als auch im Außenbereich auf dem großen Vorplatz statt.

## Gebäude
Die Pläne des Gebäudes stammen von den Architektenbüros Gies in Freiburg im Breisgau und Klein in Mulhouse. Das Kulturzentrum besitzt eine Aussichtsplattform mit einem Blick auf den Rhein.